# 有栖川ケイ
有栖川 ケイ（ありすがわ ケイ、女性、2月13日生）は、日本のアニメ・漫画原作者、小説家、シナリオライター。株式会社ワンダーファーム所属。東京都出身。
エニックス（現スクウェア・エニックス）所属を経て、窪田正義（六月十三）と結婚。窪田が所属していたマーカスの倒産後に共同でワンダーファームを設立し、女性向けのメディアミックス作品で企画・脚本を担当している。
大の猫好きで知られ、猫の写真をメインコンテンツにしたブログを運営している。

## おもな作品リスト
- 卒業M（1995年〜2000年）
- GIZOKU（2000年〜2002年）
- セイント・ビースト（2002年〜2012年）
- アルティマ ブラッド（2012年〜）